# Delostichus incisus
Delostichus incisus är en loppart som beskrevs av Beaucournu et Torres-mura 1988. Delostichus incisus ingår i släktet Delostichus och familjen Rhopalopsyllidae. Inga underarter finns listade i Catalogue of Life.